# 실비오 올란도
실비오 올란도(Silvio Orlando, 1957년 6월 30일 ~ )는 이탈리아의 배우이다.

## 출연 작품
- 젊은 교황 (2016)
- 완벽에 가까운 나라 (2016)
- 휴먼 팩터 (2013)
- 어 캐슬 인 이탈리아 (2013)
- 평화유지작전 (2011)
- 열정 (2010)
- 원대한 꿈 (2009)
- 애프터 러브 (2009)
- 더 저먼스 팩토리 (2008)
- 조반나의 아버지 (2008)
- 조용한 혼돈 (2008)
- 악어 (2006)
- 애프터 미드나잇 (2004)
- 일 포스티노 델 아니마 (2003)
- 엘 알라메인 (2002)
- 곰의 키스 (2002)
- 내 눈 속의 빛 (2001)
- 아들의 방 (2001)
- 조용히 살고 싶다 (2000)
- 이 세계의 것이 아닌 (1999)
- 4월 (1997)
- 너바나 (1997)
- 치로야 엘리야 (1993)
- 빨간 비둘기 (1989)